# 伊藤嘉之
伊藤嘉之（10月3日—），日本動畫師。出身於手塚Pro，目前不隸屬於任何團體，但常參與BONES的製作。

## 主要作品

### 電視動畫
- 機動武鬥傳G高達 （原畫，1994年-1995年）
- 四驅兄弟 （原畫，1996年）
- 聖天空戰記 （原畫、OP原畫，1996年）
- 少女革命 （原畫，1997年）
- 星際牛仔 （原畫，1998年-1999年）
- 火龍小武士 （原畫，1998年-1999年）
- 徽章戰士 （原畫，1999年-2000年）
- ANGELIC LAYER 天使領域 （OP原畫，2001年）
- 第一神拳 （作畫監督、原畫／第3期OP作画，2001年-2002年）
- 廢棄公主 （原畫，2003年）
- 帝皇戰紀 （原畫，2002年-2003年）
- 翼神世音 （作畫監督、原畫，2002年）
- 狼雨 （原畫，2003年）
- 第一神拳 冠軍之路 （作畫監督，2003年）
- 鋼之鍊金術師 （人物設定、作畫監督，2003年-2004年）
- 攻殼機動隊 S.A.C. 2nd GIG （原畫，2004年）
- KURAU Phantom Memory（日语：KURAU Phantom Memory） （原畫，2004年）
- 交響詩篇 （原畫、作畫監督，2005-2006年）
- 黑貓 （原畫，2005年-2006年）
- 櫻蘭高校男公關部 （原畫，2006年）
- Project BLUE 地球SOS（日语：Project BLUE 地球SOS） （原畫，2006年）
- 天元突破 紅蓮螺巖 （原畫，2007年）
- DARKER THAN BLACK -黑之契約者- （原畫，2007年）
- 大江戶火箭 （原畫（すぺしゃるさんくす），2007年）
- 賭博默示錄 （OP原畫，2007年）
- SOUL EATER （人物設定、總作畫監督，2008年）
- 第一神拳 New Challenger （OP原畫，2009年）
- 鋼之鍊金術師 BROTHERHOOD （第2期OP原畫，2009年）
- 森林大帝 －勇氣能改變未來－ （原畫，2009年）
- DARKER THAN BLACK -流星之雙子- （作畫監督協力，2009年）
- STAR DRIVER 閃亮的塔科特 （人物設定、總作畫監督，2010年）
- SOUL EATER Repeat Show （OP、ED總作畫監督，2010年）
- UN-GO （作畫監督協力，2011年）
- Another （OP原畫，2012年）
- 交響詩篇AO （作畫監督補佐，2012年）
- 絕園的暴風雨 （原畫，2012年）
- 宇宙浪子 （人物設定，2014年）
- Concrete Revolutio～超人幻想～（人物設定、總作畫監督，2015年）
- 飛龍女孩（人物設定，2018年）
- 卡蘿爾與星期二（主動畫師、總作畫監督，2019年）
- 瓦尼塔斯的手札（人物設定、總作畫監督，2021年）

### OVA
- 機械巨神 地球靜止之日 （原畫，1992年-1998年）
- 怪醫黑傑克 （原畫，1993年）
- CLAMP IN WONDERLAND（日语：CLAMP IN WONDERLAND） （原畫，1994年）
- 爆炎學園（日语：爆炎CAMPUSガードレス） （原畫，1994年）
- 沉默的艦隊 （原畫，1997年）
- 真三一萬能俠 世界最後之日 （原畫，1998年）
- .hack//Liminality（日语：.hack//Liminality） （2002年，原畫）
- 黑客帝国动画版 （2003年，原畫）
- 海豚便利店（日语：まかせてイルか!） （2004年，原畫）
- 飛越巔峰2 （2005年，原畫）

### 劇場版動畫
- 四驅兄弟WGP 暴走迷你四驅大追跡! （原畫，1997年）
- 名偵探柯南：引爆摩天樓 （原畫，1997年）
- 名偵探柯南：世紀末的魔術師 （原畫，1999年）
- 神奇寶貝劇場版：夢幻之神奇寶貝 洛奇亞爆誕 （原畫，1999年）
- 數碼暴龍大冒險02 後篇 超絕進化！！黃金的數碼裝甲（原畫，2000年）
- 血戰：最後的吸血鬼 （原畫，2000年）
- 天空之艾斯卡科尼 （原畫，2000年）
- 數碼暴龍馴獸師 冒險者的戰鬥 （原畫，2001年）
- 櫻花大戰 活動寫真（日语：サクラ大戦 活動写真） （原畫，2001年）
- 星際牛仔：天國之門 （作畫監督補佐、原畫，2001年）
- 攻殼機動隊2 INNOCENCE （原畫，2004年）
- ONE PIECE 祭典男爵與神祕島 （原畫，2005年）
- 劇場版 鋼之鍊金術師 森巴拉的征服者 （人物設定、總作畫監督，2005年）
- 異邦人 無皇刃譚 （作畫監督，2007年）
- 夏日大作戰 （原畫，2009年）
- 銀魂劇場版 新譯紅櫻篇 （原畫，2010年）
- 鋼之鍊金術師 嘆息之丘的聖星（第二原畫，2011年）
- 永恆的永遠（作畫監督協力，2011年）
- 虹色ほたる 〜永遠の夏休み〜（日语：虹色ほたる 〜永遠の夏休み〜） （原畫，2012年）
- STAR DRIVER THE MOVIE （人物設定、總作畫監督，2013年）
- 銀魂劇場版 完結篇 永遠的萬事屋 （原畫，2013年）

### 遊戲
- ワイルドアームズ セカンドイグニッション（日语：ワイルドアームズ セカンドイグニッション） （1999年，原畫）
- 命運傳奇2 （2002年，原畫）
- 櫻花大戰4 ～戀愛吧少女～ （2002年，原畫）
- サーヴィランス 監視者（日语：サーヴィランス 監視者） （2002年，原畫）
- 雷頓教授VS逆轉裁判 （2012年，總作畫監督）
- 逆轉裁判5 （2013年，アニメーション人物設定，總作畫監督）

## 外部連結
- 伊藤嘉之的X（前Twitter）